# Cameron Munter
Cameron Phelps Munter (Claremont, 1954) è un diplomatico statunitense, attuale ambasciatore in Pakistan.

## Biografia
Dopo gli studi alla Cornell University e alle Università di Friburgo e Marburgo, Munter insegnò storia all'Università della California, Los Angeles.
Assunto dal Dipartimento di Stato, Munter venne inviato come diplomatico in vari stati europei e collaborò anche con il Consiglio per la Sicurezza Nazionale.
Dal 2007 al 2010 servì come ambasciatore statunitense in Serbia sotto le amministrazioni Bush e Obama. Nell'ottobre del 2010 poi Obama lo nominò ambasciatore in Pakistan, incarico che ricopre tuttora.